# 2002 PC171
2002 PC171, também escrito como 2002 PC171, é um objeto transnetuniano que está localizado no Cinturão de Kuiper, uma região do Sistema Solar. Este objeto é classificado como um cubewano. Ele possui uma magnitude absoluta de 7,6 e tem um diâmetro estimado com cerca de 133 km.

## Descoberta
2002 PC171 foi descoberto no dia 5 de agosto de 2002.

## Órbita
A órbita de 2002 PC171 tem uma excentricidade de 0,057 e possui um semieixo maior de 44,516 UA. O seu periélio leva o mesmo a uma distância de 41,997 UA em relação ao Sol e seu afélio a 47,035 UA.